# Drepanogynis olivina
Drepanogynis olivina är en fjärilsart som beskrevs av Claude Herbulot 1956. Drepanogynis olivina ingår i släktet Drepanogynis och familjen mätare. Inga underarter finns listade i Catalogue of Life.